# Listă de pictori macedoneni
Aceasta este o listă de pictori macedoneni.

## A
- Gavril Atanasov

## L
- Lazar Ličenoski

## M
- Nikola Martinoski

## H
- Maja Hill